# 有佐村
有佐村（ありさむら）は、かつて熊本県八代郡にあった村。

## 歴史
- 1876年（明治9年） - 平島村と中野村が合併し中島村が成立。小路村と上有佐村が合併し有佐村が成立。
- 1889年（明治22年）4月1日 - 町村制の施行により、中島村、下村、有佐村、下有佐村が合併して有佐村が発足。
- 1955年（昭和30年）2月1日 - 鏡町、文政村と合併して鏡町が発足。同日、有佐村廃止。

## 教育

### 小学校
- 有佐小学校